# Huai Khwang
Huai Khwang (thailändisch ห้วยขวาง, hûaj kʰwǎːŋ) ist eine der 50 Bezirke (Khet) in Bangkok, der Hauptstadt von Thailand, und liegt nordöstlich des Stadtzentrums und östlich der Thanon Vibhavadi Rangsit ("Vibhavadi-Rangsit-Straße"). Die benachbarten Bezirke sind im Uhrzeigersinn von Norden aus: Chatuchak, Wang Thonglang, Bang Kapi, Watthana, Ratchathewi und Din Daeng. 

## Geschichte
Der Bezirk wurde errichtet auf einem Gebiet, das vorher einen Teil des Bezirks Phaya Thai bildete. 1978 wurden Grenzberichtigungen zu den benachbarten Bezirken Phaya Thai und Bang Kapi vorgenommen. 1993 wurde der neue Bezirk Din Daeng ausgegliedert.

## Sehenswürdigkeiten
- Thailand Cultural Centre (ศูนย์วัฒนธรรมแห่งประเทศไทย, Thailand Kulturzentrum) – ein Veranstaltungsort und besteht aus zwei Auditorien und einer Freiluftbühne, die ganzjährig für Veranstaltungen genutzt werden. Das Kulturzentrum wurde mit Unterstützung von Japan errichtet und am 9. Oktober 1987 eingeweiht. Es kann mit der Bangkok-Metro erreicht werden (Station: „Thailand Cultural Centre“).
- Ratchadaphisek Road – Areal mit großen Einkaufszentren (u. a. Central Plaza Grand Rama 9), bekannten Diskotheken und Massagestudios.
- Royal City Avenue („RCA“) – Areal mit einem regen Nachtleben und vielen Kneipen

## Verkehr

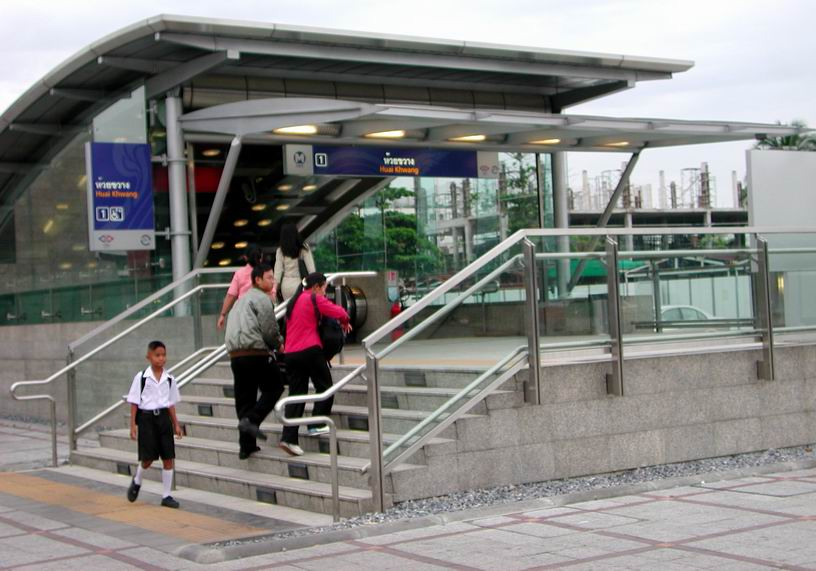
U-Bahn-Station von Huai Khwang

An der Westgrenze des Bezirks zieht sich die U-Bahn Bangkok entlang und hat hier sechs Stationen: Phetchaburi, Phra Ram 9, Thailand Cultural Centre, Huai Khwang, Sutthisan und Ratchadaphisek.
Die U-Bahn-Station Huai Khwang liegt an der Kreuzung Ratchadaphisek mit Prachasongkhro und Pracharat Bamphen Road. Von hier aus sind zahlreiche Vergnügungs-Komplexe in Laufnähe zu erreichen. Von den Stationen Phra Ram 9 und Thailand Cultural Centre aus gibt es eine Anbindung an das unmittelbar östlich gelegene Hauptdepot der Bangkoker U-Bahn.

## Gesundheit
Im Bezirk Huai Khwang befindet sich das private Bangkok-Krankenhaus, eines der führenden Krankenhäuser Thailands für den Medizintourismus.

## Verwaltung
Der Bezirk ist in 3 Unterbezirke (Khwaeng) gegliedert:
| Nr. | Name        | Thai      | Einw.  |
| --- | ----------- | --------- | ------ |
| 1.  | Huai Khwang | ห้วยขวาง   | 23.186 |
| 2.  | Bang Kapi   | บางกะปิ    | 16.784 |
| 3.  | Sam Sen Nok | สามเสนนอก | 38.973 |